# كيفن شيدي
كيفن شيدي (بالإنجليزية: Kevin Sheedy)‏، من مواليد 21 أكتوبر 1959، لاعب كرة قدم إيرلندي سابق، ومدرب كرة قدم إيرلندي.
لعب مع منتخب إيرلندا لكرة القدم.

## مسيرته الكروية
لعب كيفن شيدي خلال مسيرته الاحترافية مع 5 أندية في عشرون موسمًا وسجل خلالها 76 هدفًا ضمن 391 مباراة. حيث فاز في موسم واحد بالكأس وفي خمسة مواسم بالدوري.
خاض كيفن شيدي مسيرته مع نادي هيرفورد في موسم 1975–76 واستمر معه طيلة ثلاثة مواسم، مشاركًا في 51 مباراة سجل خلالها 4 أهداف. ثم انتقل إلى نادي ليفربول في موسم 1978–79 ليلعب معه أربعة مواسم، حيث شارك في 3 مباريات ولم يسجل أي هدف. لينتقل بعدها إلى نادي إيفرتون في موسم 1982–83 ليلعب معه عشرة مواسم، مشاركًا في 274 مباراة سجل خلالها 67 هدفًا. ثم انتقل إلى نادي نيوكاسل يونايتد في موسم 1991–92 ولمدة موسمين، مشاركًا في 37 مباراة سجل خلالها 4 أهداف. هذا وانتقل لاحقًا إلى نادي بلاكبول في موسم 1993–94 لمدة موسم واحد، مشاركًا في 26 مباراة سجل خلالها هدفًا واحدًا.

## روابط خارجية
- كيفن شيدي على موقع الاتحاد الدولي (مؤرشف)  (الإنجليزية)
- كيفن شيدي على موقع الاتحاد الأوربي (الإنجليزية)
- كيفن شيدي على موقع قاعدة بيانات كرة القدم.إي يو (الإنجليزية)
- كيفن شيدي على موقع ناشيونال فوتبول تيمز (الإنجليزية)
- كيفن شيدي على موقع Soccerbase.com (لاعب) (الإنجليزية)
- كيفن شيدي على موقع كووورة